# Buzuny (rejon wołożyński)
Buzuny (biał. Бузуны; ros. Бузуны) – wieś na Białorusi, w obwodzie mińskim, w rejonie wołożyńskim, w sielsowiecie Raków.

## Historia
W czasach zaborów wieś w gminie Raków, w powiecie mińskim, w guberni mińskiej Imperium Rosyjskiego
W latach 1921–1945 wieś leżała w Polsce, w województwie wileńskim, w powiecie stołpeckim, a od 1927 w powiecie mołodeckim, w gminie Wołożyn a następnie w gminie Raków.
Według Powszechnego Spisu Ludności z 1921 roku zamieszkiwało tu 200 osób, 44 było wyznania rzymskokatolickiego a 156 prawosławnego. Jednocześnie 144 mieszkańców zadeklarowało polską a 56 białoruską przynależność narodową. Było tu 38 budynków mieszkalnych. W 1931 w 46 domach zamieszkiwało 256 osób.
Wierni należeli do parafii rzymskokatolickiej i prawosławnej w Rakowie. Miejscowość podlegała pod Sąd Grodzki w Rakowie i Okręgowy w Wilnie; właściwy urząd pocztowy mieścił się w Rakowie.